# Убийство – это моё дело
«Убийство — это моё дело» (англ. Murder Is My Business) — американский детективный фильм режиссёра Сэма Ньюфилда, который вышел на экраны в 1946 году.
Фильм поставлен по роману американского детективного автора Бретта Халлидея «Мёртвые не целуются», другой перевод названия «Безропотные трупы» (англ. The Uncomplaining Corpses) (1940). Это первый из пяти фильмов студии Producers Releasing Corporation о частном детективе Майкле Шейне, которые были выпущены в 1946—1947 годах. Роль детектива во всех этих фильмах сыграл Хью Бомонт.
В этом фильме Майкл Шейн получает заказ от богатой Элеоноры Рэмзи (Хелен Хей), которую пытается шантажировать её бывший любовник Карл Мелдрам (Джордж Микер). Одновременно к Майклу обращается муж Элеоноры, Арнольд Рэмзи (Пьер Уоткин), с просьбой найти ему человека, который за вознаграждение имитировал бы похищение драгоценностей его жены с целью получения страховки. Об этом случайно узнаёт бывший заключённый Джо Дарнелл, а ночью Майклу сообщают, что по предварительной версии, Джо забрался в дом Рэмзи и убил Элеонору, после чего Арнольд застрелил Джо. Хотя Арнольд является очевидным подозреваемым в убийстве Джо и, возможно, Карла, есть ещё несколько человек, у которых были мотивы убить Элеонору, среди них двое алчных взрослых детей Арнольда, которые ненавидели свою мачеху и жаждали получить её деньги, бывший заключенный и брат Элеоноры, которого она лишила наследства, а также Мелдрам, который после разрыва не только шантажировал её, но и начал встречаться с её падчерицей. После того, как происходит убийство Мелдрама, Шейн проводит собственное расследование, в итоге разбираясь во всех хитросплетениях этого дела и изобличая преступника.
Критики в целом положительно оценили картину, отметив её опору за сильный оригинальный материал Халлидея, сложный увлекательный сюжет, отсутствие неуместных юмористических сцен, чем отличались предыдущие постановки фильмов о Майкле Шейне, а также хорошую актёрскую игру.

## Сюжет
Частный детектив Майкл Шейн (Хью Бомонт) вместе со своей секретаршей Филлис Хэмилтон (Шерил Уокер) едет на автомобиле, слушая радиопередачу, в которой сержант полиции Пит Рафферти (Ральф Данн) критикует частных детективов, в частности, Майкла, за их связи с преступным миром. Прибыв в ночной клуб «Тэлли Хо», они встречаются там со своим другом, репортёром Тимом Рурком (Ричард Кин). В клубе Майкла узнаёт бывший заключенный Бьюэлл Ренслоу (Лайл Тэлбот), но не может вспомнить, кто он такой и как его зовут. Там же Майкл видит очаровательную хозяйку ночного клуба Мону Тейбор (Кэрол Эндрюс), которая рассказывает Рэнзлоу о том, что его знакомый Карл Мелдрам (Джордж Микер), с которым он сидел в тюрьме, охотится за дочерью Арнольда Рамзи, надеясь заполучить деньги семьи. Рензлоу отвечает, что деньги семьи Рэмзи его тоже касаются. Он напоминает, что если Мелдрама осудили за мошенничество, то он сам сидел за убийство.
На следующий день состоятельная дама, миссис Элеонора Рэмси (Хелен Хей) приглашает Майкла к себе домой, обращаясь к нему за помощью. Она получила несколько писем с угрозами от шантажиста, но, опасаясь скандала, не обратилась в полицию, хотя уверена, что знает автора писем. Элеонора объясняет, что она несчастлива в браке и что Эрнст (Дэвид Рид) и Дороти (Джулия Макмиллан), двое взрослых детей её мужа Арнольда (Пьер Уоткин) от предыдущего брака, ненавидят её за то, что она не даёт им достаточно денег для ведения того шикарного образа жизни, к которому ни привыкли. Однажды на вечеринке Элеонора познакомилась с мужчиной по имени Карл Мелдрам, который стал за ней ухаживать, и у них начался роман. Вскоре одумавшись, Элеонора разорвала с Мелдрамом отношения, после чего он начал встречаться с Дороти, а затем стал требовать у Элеоноры деньги за то, чтобы оставить девушку в покое.
Узнав, что его жена беседует с частным детективом, мистер Рэмси приглашает Майкла в свой кабинет для отдельного разговора. Арнольд признается, что у него проблемы с деньгами, и, напоминая о сегодняшнем радиорепортаже, просит Майкла связать его с кем-нибудь из преступного мира, кто поможет инсценировать кражу драгоценностей его жены, чтобы он мог использовать страховку для спасения своего бизнеса. Рэмзи говорит, что ему нужен человек, который проник бы в комнату Элеоноры, создав иллюзию ограбления, забрал из пустой шкатулки для драгоценностей 1000 долларов и с этими деньгами скрылся. Он объясняет, что Элеонора отказывается давать ему деньги на покрытие убытков от бизнеса, но страховка на драгоценности оформлена на его имя. Шейн отвечает Рэмзи, что подумает над этим предложением. Рэнслоу, который наблюдает за домом Рэмзи, видит выходящего Майкла. По возвращении в офис Майкл изливает своё возмущение Филлис по поводу предложения Рэмзи, не замечая, что его монолог случайно слышат его друзья, Джо Дарнелл (Паркер Гэрви) и его жена Дора (Вирджиния Кристин). Джо, который недавно вышел из тюрьмы, не может найти работу, а Дора забеременела. В этой связи Джо надеется, что Майк предложит ему хоть какой-нибудь заработок. Джо заявляет, что готов участвовать в краже драгоценностей, но Майкл советует ему не связываться с криминалом и даёт чек на 50 долларов.
Той же ночью Рафферти вызывает Майкла в дом Рэмзи, где произошло двойное убийство Элеоноры и Джо, обвиняя Майкла в том, что на нём лежит ответственность за эти преступления. По версии Арнольда Рэмси, он застрелил Джо при попытке ограбления после того, как тот задушил его жену Элеонору. Полицию удовлетворяет такая версия, и Рафферти собирается закрыть дело. Майкл тем не менее не верит, что его друг виновен в убийстве, и решает провести собственное расследование. Он заходит в комнату к Дороти и Эрнсту. Дороти утверждает, что провела весь вечер с Мелдрамом в «Тэлли Хо», и они только что вернулась домой. Эрнст заявляет, что его также не было дома, и когда он возвращался домой, что встретил в дверях уходящего Мелдрама и услышал выстрелы. Высказав версию, что Дороти и Эрнест в сговоре с Мелдрамом могли убить Элеонору, Майкл удаляется.
В тот момент, когда в своём офисе Майкл вместе с Филлис и Рурком обсуждает дело, появляется отчаявшаяся Дора с пистолетом в руке, намереваясь застрелить Майкла. Когда Дора стреляет, Тим успевает отвести её руку, после чего Майкл просит Филлис позаботиться о Доре. После этого Майкл приезжает домой к Мелдраму, обнаруживая того мертвецки пьяным. В этот момент курьер доставляет записку, и Майкл, выдавая себя за Мелдрама, получает её. Записку отправила Мона Тэйбер, которая заявляет о своём праве на часть наследства Элеоноры, которую она рассчитывает получить с Эрнста Рэмси. Майкл приходит к Арнольду Рэмзи, который излагает ему официальную версию произошедшего, категорически отрицая, что готовил имитацию ограбления своей жены. Получив информацию от Дороти, кто такая Мона Тэйбер, Майкл приезжает к ней домой. Представившись другом Мелдрама, Майкл пытается выяснить у Моны, что ей известно об убийстве. В этот момент в квартире появляется Ренслоу, который говорит Моне, что это частный агент Майкл Шейн, который намерен разрушить официальную версию расследования, которая устраивает Рэнслоу, после чего набрасывается на Майкла с кулаками и быстро укладывает его на пол. Затем Ренслоу угрожает Моне, что если она обманет его, он свернёт ей шею. Майкла же он обвиняет в том, что по чьей-то наводке тот ищет возможность подставить его в убийствах. Рэнслоу говорит, что Элеонора заплатила бы миллион долларов, чтобы от него избавиться, а затем снова посылает Майкла в нокдаун.
Майкл возвращается в свой офис, где на него неожиданно набрасывается Эрнест, который решил, что Майкл пытается повесить убийства на него и на Дороти. Эрнст говорит, что не только они с сестрой ненавидели Элеонору, но и её брат, с которым у неё недавно была серьёзная стычка из-за денег. От Эрнста Майкл узнаёт, что братом Элеоноры является Рэнслоу. В момент смерти их отца Рэнслоу отбывал пожизненный срок за убийство, и отец завещал все деньги Элеоноре, включая трастовое управление той половиной состояния, которая причитается Рэнслоу. После досрочного выхода на свободу месяц назад Рэнслоу потребовал у Элеоноры половину денег отца. Согласно завещанию, Элеонора могла отдать брату его долю, а могла и не отдавать.
В офисе Майкла появляется Тим, сообщая ему, что в клубе «Тэлли Хо» Филлис встречается с такими опасными людьми, как Мелдрам, и Майкл немедленно бросается к ней. Тем временем в клубе Дороти замечает, как Филлис заигрывает с Мелдрамом, и набрасывается на неё, между двумя женщинами начинается драка. Мелдрам с удовольствием наблюдает за этой сценой, но затем по настоянию Моны уводит Филлис к ней на квартиру, чтобы та могла привести себя в порядок. Вскоре в клубе появляется Майкл, и Рэнслоу наблюдает за ним. Следом появляется и Альберт Рэмзи, котоорый, услышав, что Дороти уже уехала сама, выходит из зала. Тем временем Мона по телефону сообщает Мелдраму, что Филлис работает на Майкла, который только что появился в клубе. После звонка тон Мелдрама меняется с доброжелательного на угрожающий, и он требует от Филлис, чтобы она уговорила Майкла бросить расследование. Тем временем Майкл в баре подходит к Рэнслоу, указывая, что у того был прямой мотив убить сестру, так как при жизни она имела право лишить его наследства, а после её смерти всё доставалось ему. Немного его припугнув, Майкл просит Рэнслоу сказать, где сейчас находится Мелдрам. В этот момент таксист доставляет Рэнслоу письмо, которое тот, прочитав, сминает и бросает на пол, а затем подходит к Майклу и опять бьёт его по физиономии. После ухода Рэнслоу Майкл поднимает с пола брошенную им записку за подписью Малдрама, в которой говорится: «Я видел, как ты убил миссис Рэмзи. Если хочешь обсудить это со мной, приходи вечером в Террас Апартментс, 306». Прочитав записку, Майкл подходит к Моне с просьбой передать Малдраму, что «его песенка спета». Мона снова звонит Мелдраму, и пока он подходит к телефону, а затем к двери, Филлис убегает и запирается в спальной. Сквозь запертую дверь Филлис слышит звук выстрела, это же слышит и Мона по телефону. Открыв дверь, Филлис видит убитого Малдрама и убегает, и сразу вслед за ней в комнату входит Рэнслоу.
Вскоре в комнате появляется полиция, которая находит сумочку Филлис, там же появляется и Майкл, который как будто предвидел это убийство, но не торопится раскрывать карты Рафферти. Задержанный полицией Рэнслоу утверждает, что заметил, как кто-то выскользнул из комнаты, пока он осматривал тело. Майкл говорит, что нашёл записку Малдрама, которая объясняет появление в квартире Рэнслоу, но не показывает её Рафферти. Майкл заявляет, что собирается доказать, что тот, кто убил Малдрама, убил и миссис Рэмзи. Появляется Мона, которая рассказывает Рафферти о последних словах Майкла о Малдраме. Когда Майкл намекает, что скоро обвинит кое-кого в убийстве, Рэнслоу не выдерживает и бьёт Мацкла в третий раз, после чего гасит свет и убегает от полиции. Вслед за ним убегает и Шейн. Полиция объявляет Рэнслоу и Майкла в розыск.
Филлис приходит в офис, где её встречают двое полицейских. Рафферти обвиняет её в убийстве Малдрама, показывая её сумочку как улику с места преступления. В этот момент Филлис доставляют записку, которую перехватывает Рафферти. В записке Майкл просит Филлис срочно приехать в дом Рэмзи. Забрав Филлис и подъехавшего Тима, Рафферти направляется на встречу с Майклом. Рэнслоу, который следит за домом Рэмзи, видит, как к нему подъезжает Майкл, после чего проникает в дом через окно, направляя пистолет на Альберта. Рэнслоу заявляет, что половина наследства Элеоноры принадлежит ему, и он от этого не отступится. Он догадался, что Альберт пытается подставить его в убийстве, чтобы не делиться наследством. Когда Майкл заходит в дом, в прихожей его встречает Дороти, у которой он спрашивает, кого шантажировал Мелдрам, так как именно этот человек и убил Мелдрама. После этого Майкл заходит в гостиную, где видит Альберта и Рэнслоу. Рэнслоу подозревает, что Майкл пришёл в Альберту, чтобы сговориться с ним, прежде чем передать записку полиции, которая похоронит Рэнслоу. Когда он направляет пистолет на Майкла, требуя отдать записку, входят полицейские. По требованию Рафферти Майкл передаёт ему записку от Мелдрама к Рэнслоу, прочитав которую сержант приходит к заключению, что Мелдарам убил Рэнслоу. Майкл однако уверен в том, что Мелдрам не писал эту записку. Поскольку Мелдрам и Рэнслоу хорошо знали друг друга, тот не стал бы указывать в записке полный адрес квартиры, а написал бы просто «квартира Моны». Майкл утверждает, что Мелдрам шантажировал кого-то другого. И этот кто-то послал записку Рэнслоу, планируя убить Мелдрама и сделать так, чтобы Рэнслоу взяли на месте преступления с запиской в его кармане. Майкл продолжает, что точно таким же образом Альберт подставил Джо Дарнелла после того, как убил свою жену. Майкл говорит, что всё прошло бы у Альберта гладко, но Мелдрам случайно заметил его. По просьбе Майкла появляется таксист, который подтверждает, что доставил записку Рэнслоу в клуб «Тэлли Хо», а затем указывает на Альберта как человека, который поручил ему доставить записку. После этого Рафферти арестовывает Альберта Рэмзи, который, как выясняется, задушил свою жену Элеонору, затем застрелил Джо, а позднее — и Мелдрама, который пытался его шантажировать. При этом Арнольд планировал подставить Джо в убийстве Элеоноры, а Ренслоу — в смерти Мелдрама. После завершения дела Майкл достаёт 1000 долларов и просит Филлис переслать их миссис Дарнелл.

## В ролях
- Хью Бомонт — Майкл Шейн
- Шерил Уокер — Филлис Хэмилтон
- Лайл Тэлбот — Бьюэлл Ренслоу
- Джордж Микер — Карл Мелдрам
- Пьер Уоткин — Арнольд Рэмзи
- Ричард Кин — Тим Рурк
- Дэвид Рид — Эрнест Рэмзи
- Кэрол Эндрюс — Мона Тэйбор
- Джулия Макмиллан — Дороти Рэмзи
- Хелен Хэй — Элинор Ренслоу Рэмзи
- Ральф Данн — Пит Рафферти
- Паркер Гарви — Джо Дарнелл
- Вирджиния Кристин — Дора Дарнелл

## Создатели фильма и исполнители главных ролей
Режиссёр Сэм Ньюфилд за свою карьеру, охватившую период с 1933 по 1964 год, поставил 214 фильмов, почти все они были категории В, а большинство составляли малобюджетные вестерны. Он также поставил такие фильмы нуар, как «Леди сознаётся» (1945), «Апология убийства» (1947), «Странная миссис Крейн» (1948) и «Леди в полночь» (1948), а также ещё три фильма из серии о Майкле Шейне студии Producers Releasing Company.
Хью Бомонт исполнил роль Майкла Шейна во всех пяти фильмах студии PRC 1946—1947 годов об этом частном детективе. Он также известен по фильмам нуар «Падший воробей» (1943), «Седьмая жертва» (1943), «Апология убийства» (1945), «Похороните меня мёртвой» (1947) и «Денежное безумие» (1948). В общей сложности в период 1945—1951 годов Бомонт снялся в девяти фильмах Ньюфилда, среди которых также такие картины, как «Контрабандисты» (1948), «Денежное безумие» (1948) и «Затерянный континент» (1951). Позднее Бомонт стал широко известен как исполнитель роли отца семейства в популярном комедийном телесериале «Предоставьте это Биверу», который выходил в эфир в 1957—1963 годах.
Шерил Уокер за свою карьеру, охватившую период с 1938 по 1948 год, сыграла в 31 фильме, среди которых военная драма «Личность неизвестна» (1945), криминальная мелодрама «Порт в полночь» (1948) и романтическая мелодрама с Бомонтом «Доставая с небес» (1948), а также три фильма о Майкле Шейне, включая «Кража в её сердце» (1946) и «Трое на билет» (1947). В общей сложности Уокер сыграла в четырёх фильмах Ньюфилда и в четырёх фильмах с Бомонтом.

## История создания фильма
Спустя четыре года после того, как студия 20th Century Fox завершила свою серию детективных фильмов с Ллойдом Ноланом в роли частного детектива Майкла Шейна, права на экранизацию получила «очень второстепенная студия» Producers Releasing Corporation (PRC).
Относящаяся к студиям «бедного ряда», PRC славилась выпуском таких фильмов, как «Дьявольская летучая мышь» (1940) и «Болотный душитель» (1945). И хотя, по словам киноведа Кима Ньюмана, студия находилась внизу голливудской иерархии, «она не была лишена амбиций, о чём свидетельствует выпущенные ей пять фильмов о Майкле Шейне с Хью Бомонтом», который «был достаточно хорошим киноактёром», а позднее стал звездой на телевидении.
Это первый фильм в серии о Майкле Шейне производства PRC. В 1946—1947 годах на студии было снято пять фильмов серии, во всех этих фильмах главную роль сыграл, по словам историка кино Рона Беккера, «практически неизвестный» в то время Хью Бомонт.
Фильм находился в производстве с середины по конец декабря 1945 года и вышел на экраны 16 апреля 1946 года.
Как отметил Беккер, «бюджет новой серии из пяти картин студии PRC явно меньше бюджетов фильмов с Ллойдом Ноланом. И все же, несмотря на все свои очевидные недостатки, эта картина гораздо лучше справляется с воссозданием атмосферы и тональности романов о Майкле Шейне, чем большинство фильмов с Ллойдом Ноланом».

## Связь между романом и фильмом
Несмотря на название этого фильма, он основан не на одноименном романе о Шейне 1945 года, а скорее на третьем романе о Майкле Шейне «Безропотные трупы», опубликованном в 1940 году. По словам киноведа Рона Беккера, «фильм в значительной степени основан на книге, с теми же подозреваемыми, многими из тех же событий и, в конечном счете, разоблачением того же убийцы». Ким Ньюман также отмечает, что «сценарий Фреда Майтона к этому фильму представляет собой урезанную версию» романа Халлидея «Безропотные трупы».
Между тем, между фильмом и романом есть определённые различия. В частности, в книге Шейн несет определённую ответственность за то, что Джо Дарнелл отправился в особняк Трипов (в фильме — Рэмси), был объявлен вором, а затем застрелен. Кроме того, большая часть книги вращается вокруг усилий Шейна, пытающегося сохранить лицензию частного детектива и избежать тюрьмы в результате его связи с Дарнеллом и попытки ограбления. Помимо этого, в книге по ходу действия Шейн избивает сына Трипа и даже двух полицейских, чего нет в фильме. Действие романа разворачивается сразу после медового месяца Шейна с Филлис, в то время, как в фильме они не женаты. Когда Филлис в одиночку пытается расследовать дело Карла Мелдрама, это приводит к её аресту в романе, чего не происходит в фильме.
В романе, как и в фильме, подруга Дарнелла угрожает застрелить Шейна из-за его причастности к смерти Дарнелла, хотя в книге эта сцена используется для того, чтобы Филлис получила пистолет в руки, в то время как в фильме это кажется лишним, хотя и интересным моментом. Кроме того, по словам Беккера, в романе гораздо лучше удается скрыть личность настоящего убийцы, который также написал записки с шантажом миссис Трип (Рэмси). По какой-то причине в фильме загадка записок о шантаже раскрывается в самом начале, хотя личность автора этих записок является ключевым вопросом в романе. И всё-таки, по мнению Беккера, «опора фильма на роман существенно повышает его силу» .

## Оценка фильма критикой
Киновед Ким Ньюман полагает, что «для Producers Releasing Corporation этот фильм немного более сложный, чем обычно, и режиссёр Сэм Ньюфилд старательно работает над постановкой, так что некоторые недостатки, которые обычно портят подобные фильмы (ужасные комедийные вставки, ненужные отступления и дешёвые декорации), не так очевидны».
По мнению Беккера, «у фильма довольно сложный сюжет» с множеством подозреваемых, среди которых оба взрослых ребёнка Арнольда, которые ненавидели миссис Рамзи, бывший заключенный Ренслоу, который является братом миссис Рамзи, жиголо по имени Карл Мелдрам, у которого был роман с миссис Рамзи и который теперь встречается с её падчерицей, а также «таинственная Мона из ночного клуба». Как подчёркивает киновед, в отличие от фильмов серии с Ноланом, эта картина «никогда не отклоняется от сюжета в сторону неуместных комедийных сцен, а роль Шейна написана не в легкомысленной манере, за исключением реплик Шейна о полиции. История заставляет зрителя гадать, и поскольку наиболее вероятный подозреваемый наконец-то обвинен в преступлениях, развязка имеет смысл». По мнению Беккера, хотя в режиссуре Ньюфилда «нет ничего особенного», и несмотря на некоторые другие незначительные недостатки, «это хороший фильм с акцентом на преступлениях в городской среде, где кипит жизнь, и благодаря нескольким привлекательным актрисам в ключевых ролях».

## Оценка актёрской игры
Как отмечает Ким Ньюман, Майкл Шейн в исполнении Бомонта «ближе к герою книг Халлидея, чем персонаж, которого создал Нолан». Беккер в свою очередь подчёркивает, что «Майкл Шейн в романах был более крутым и готовым выйти за рамки закона, чем Майкл Шейн из фильмов».
По словам Бейкера, «Бомонт хорош в роли Шейна,… Шерил Уокер также хороша в роли Филлис Хэмилтон, которая в конечном итоге оказывается вовлеченной в расследование… Уокер довольно привлекательна в роли верной секретарши Шейна и может постоять за себя в плане красоты в сравнении с очень милой Маргарет Линдси». Некоторые другие роли в фильме, как полагает Беккер, «немного разочаровывают, особенно актёр и актриса, играющие детей Рамзи».